# André Bazin
André Bazin (Angers, 18 april 1918 – Nogent-sur-Marne, 11 november 1958) was een bekend Frans filmrecensent.
Hij heeft in een aantal landen filmclubs opgericht en werkte mee aan verschillende filmtijdschriften. Zijn naam is onverbrekelijk verbonden met de naoorlogse Franse filmstroming nouvelle vague, die zich afzette tegen de zogeheten "cinéma de papa".

### In het Engels
- Bazin, André. (2009). What is Cinema? (Timothy Barnard, Trans.) Montreal: caboose, ISBN 978-0-9811914-0-9
- Bazin, André. (1967–71). What is cinema? Vol. 1 & 2 (Hugh Gray, Trans., Ed.). Berkeley: University of California Press. ISBN 0-520-02034-0
- Bazin, André. (1973). Jean Renoir (Francois Truffaut, Ed.; W.W. Halsey II & William H. Simon, Trans.). New York: Simon and Schuster. ISBN 0-671-21464-0
- Bazin, André. (1978). Orson Welles: a critical view. New York: Harper and Row. ISBN 0-06-010274-8
- Andrew, Dudley. André Bazin. New York: Oxford University Press, 1978. ISBN 0-19-502165-7
- Bazin, André. (1981). French cinema of the occupation and resistance: The birth of a critical esthetic (Francois Truffaut, Ed., Stanley Hochman, Trans.). New York: F. Ungar Pub. Co. ISBN 0-8044-2022-X
- Bazin, André. (1982). The cinema of cruelty: From Buñuel to Hitchcock (Francois Truffaut, Ed.; Sabine d'Estrée, Trans.). New York: Seaver Books. ISBN 0-394-51808-X
- Bazin, André. (1985). Essays on Chaplin (Jean Bodon, Trans., Ed.). New Haven, Conn.: University of New Haven Press. LCCN 84-52687
- Bazin, André. (1996). Bazin at work: Major essays & reviews from the forties and fifties (Bert Cardullo, Ed., Trans.; Alain Piette, Trans.). New York: Routledge. (HB) ISBN 0-415-90017-4 (PB) ISBN 0-415-90018-2
- Bazin, André. (Forthcoming). French cinema from the liberation to the New Wave, 1945-1958 (Bert Cardullo, Ed.)

### In het Frans
- La politique des auteurs. Interviews met Robert Bresson, Jean Renoir, Luis Buñuel, Howard Hawks, Alfred Hitchcock, Fritz Lang, Orson Welles, Michelangelo Antonioni, Carl Theodor Dreyer en Roberto Rossellini.
- Qu'est-ce que le cinéma?, Les Éditions du CERF, 2003.